# باگراتیئونوفسک
شهر باگراتیئونوفسک (به روسی: Багратионовск) در کشور روسیه و در اوبلاست کالینینگراد واقع شده‌است.